# Trimetilglicina
La Trimetilglicina (TMG), conocida como betaína, es un sólido incoloro, derivado del ácido N,N-dimetilaminoacético con la fórmula (H3C)3N(+)-CH2-CO2(-).
Debe su nombre a su descubrimiento por primera vez en la remolacha azucarera (Beta vulgaris).
Tomando su estructura zwitteriónica como patrón se llama a veces todos los compuestos derivados de aminoácidos con esta característica "estructuras betaínicas".

## Síntesis
La betaína se puede obtener por reacción de Ácido cloroacético con trimetilamina:
Cl-CH2-CO2H  +  (H3C)3N    ->    (H3C)3N(+)-CH2-CO2(-)   +   HCl
La reacción se lleva al cabo calentando una mezcla de los productos de partida en agua.
Al comercio llega tanto como tal como en forma de su monohidrato (H3C)3N(+)-CH2-CO2H  OH(-).

## Aplicaciones
La betaína se encuentra en la formulación de algunos preparados tensoactivos, en formulaciones de cosméticos o en complementos de alimentación.
En Medicina se utiliza como principio activo útil en el metabolismo humano. Se halla encuadrado dentro del grupo ATC A16 del código internacional ATC,en concreto con el código  A16AA06.

Además tiene una aplicación biotecnológica en los laboratorios de biología molecular, usándose habitualmente como complemento en las reacciones en cadena de la polimerasa, mejorando el rendimiento de la reacción.

Se está investigando su aplicación en sistemas de transferencia de energía térmica.

## Toxicología y bioquímica
La betaína está involucrada en algunos procesos bioquímicos de transferencia del grupo metilo. Se forma en el organismo por oxidación de la colina ((H3C)3N(+)-CH2-CH2-OH). En los animales la betaína, aparte de transferir grupos metilo, también sirve como sustancia protectora de la presión osmótica. En el engorde de los cerdos se aprovecha que la betaína influye sobre las hormonas que regulan el crecimiento, fomentando la formación de proteínas y favoreciendo la metabolización de las grasas. Además se reduce la excrementación de compuestos nitrogenados.
Este producto se utiliza también en piscifactorías, especialmente en el engorde de las carpas.